# Плато Кемпбелл

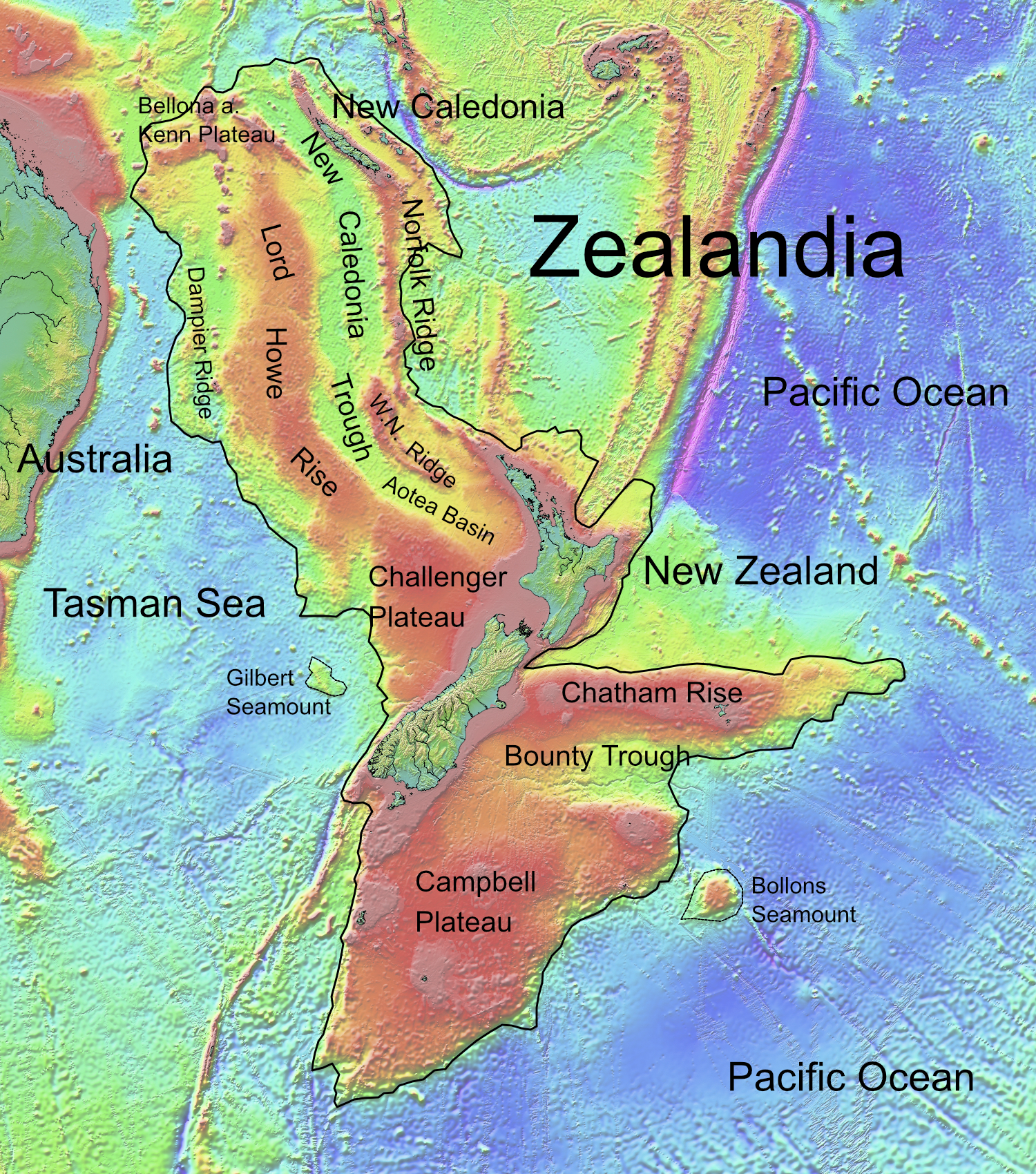
Топографічна карта Зеландії із зображенням плато Кемпбелл

Плато Кемпбелл — велике океанічне плато на південь від Нової Зеландії та височини Чатем. Виникло під час розпаду Гондвани і є частиною Зеландії, значною мірою затопленого континенту.
Частини плато над рівнем моря — острови Баунті, острови Антиподів, Оклендські острови і острів Кемпбелл  — складові Субантарктичних островів Нової Зеландії, які були оголошені об’єктом Світової спадщини в 1998 році. 

Значні частини плато Кемпбелл лежать менше ніж на 1000 м нижче рівня моря. 
Плато здіймається до 500 м на височині Пукакі і виходить над рівнем моря на островах Окленд і Кемпбелл. 

Плато Кемпбелл має площу 800 000 км², пологу хвилясту батиметрію з великими підвищеннями, що простягаються зі сходу на захід: височина Кемпбелл-Айленд, височина Пукакі та хребет Баунті-Айленд. 
На західній околиці є дві майже паралельні височини: острів Стюарт — острів Снер і платформа острова Окленд. 
Континентальні схили круті на західній і південній околицях, тоді як північна околиця повільно уривається в жолоб Баунті. 

## Геологія
Плато Кемпбелл — приблизно трикутний кратонний мікроконтинент, який утворився під час розпаду Гондвани близько 80 млн. років. 
Великі частини плато складаються з палеозойських або старих гранітів , на яких розташовані набагато молодші щитові вулкани, які утворюють острови Окленд і Кемпбелл. 

Плато Кемпбелл складається з континентальної кори, але, надзвичайно тонкої. 
Причина цього обговорюється, але є дві ймовірності: або ранньокрейдовий період розширення, або пізньокрейдяний розрив між Новою Зеландією та Антарктидою. 
У крейдяному періоді між Південним островом і плато Кемпбелл утворено Великий Південний басейн, на якому з того часу накопичилося 8 км відкладень. 
Жолоб Баунті було створено під час того самого процесу. 
На плато Кемпбелл могло вплинути це розширення або більш рання подія. 

Острови складаються з материкових порід. 
Західні острови, Окленд, Снерз і Стюарт, мають середньокрейдовий фундамент віком 100–120 мільйонів років, складений із гранітів. 
На островах Снерс і Стюарт сланці подібного віку свідчать про те, що метаморфізм припинився приблизно в цей час. 
Фундамент острова Кемпбелл і Фьордленд складається з палеозойських сланців. 
Острови Баунті складаються з гранодіориту віком 189 мільйонів, а докембрійсько-кембрійські грауваки знайдені поблизу острова. Острови Антиподи, навпаки, складаються з четвертинних лужних олівінових базальтів. 

Більшість тектонічних плитних реконструкцій розміщують плато Кемпбелл разом із височиною Лорд-Хау, плато Челленджер і морем Росса до розпаду Гондвани. 
Ці чотири структури мають подібну товщину земної кори та зазнали однакового процесу перед розпадом кори стоншення кори під час ранньої крейди або юри. 

Південна околиця плато була розташована поруч із континентальними шельфами східної частини моря Росса та Землі Марі Берд. 

На плато Кемпбелл існує дві системи магнітних аномалій : система магнітних аномалій Стокса (SMAS) і система магнітних аномалій Кемпбелла (CMAS). Походження та взаємозв’язок цих аномалій залишаються неясними. 

## Біогеологія
Острови є важливими центрами розмноження як ендемічних, так і циркумполярних видів: королівського альбатроса, червонодзьобого пінгвіна та морського лева Гукера. 

Південну частину Південного острова (Фіордленд, Саутленд і Отаго) можна вважати частиною плато Кемпбелл, як біологічно, так і геологічно. 
Ендемічні таксони включають рід павуків Gohia, вид жаб Puhuruhuru patersoni та дев'ять родів жуків. 
Ряд Lepidoptera (молі та метелики) також пов’язує південь Південного остріва із Субантарктичними островами Нової Зеландії. 

Острів Маккуорі біологічно, але не геологічно пов'язаний з плато Кемпбелл. 
Острів складається з океанічної кори, що утворилася на потрійному стику Маккуорі. 
Цей трійник спочатку був розташований поруч із плато Кемпбелл, але зараз ізольований на південь від нього через спрединг морського дна. 
На плато та острові є кілька ендемічних таксонів, включаючи шість видів жуків, рід мух (Schoenophilus) і рід судинних рослин (Pleurophyllum). 